# Росохате (Підкарпатське воєводство)
Росоха́те (пол. Rosochate) — колишнє село Бещадського повіту Підкарпатського воєводства Республіки Польща. 

## Назва
У 1977-1981 рр. в ході кампанії ліквідації українських назв село називалося Ольшина (пол. Olszyna).

## Історія
Колишнє бойківське село, в рамках договору обміну територіями 1951 року все українське населення насильно переселено.